# España F3 2008
El España F3 Futures de 2008 es un evento de tenis masculino que se llevó a cabo en la ciudad de Mallorca entre el 21 y 27 de enero de 2008.
Entrega una bolsa de premios de 10.000 dólares.

## Campeones
- Individuales masculinos:  Adam Chadaj
- Dobles masculinos:  Pablo Santos González /  Juan Miguel Such Pérez

## Cabezas de serie
A continuación se detallan los cabeza de serie de cada categoría. Los jugadores que ya no estén en el torneo se enumeran junto con la ronda en la cual fueron eliminados.

### Cabezas de serie (individuales)
| 1. | Hector Ruiz Cadenas     | pierde ante | Adam Chadaj                 | Final            |
| 2. | Javier Genaro Martínez  | pierde ante | Adam Chadaj                 | 2ª ronda         |
| 3. | Carlos Poch Gradin      | pierde ante | Ignacio Coll Riudavets      | 2ª ronda         |
| 4. | Andrea Arnoboldi        | pierde ante | Marius Zay                  | 2ª ronda         |
| 5. | Pablo Santos González   | pierde ante | Adam Chadaj                 | Cuartos de final |
| 6. | Juan Albert Viloca Puig | pierde ante | Jonathan Dasnieres De Veigy | 1.ª ronda        |
| 7. | Pedro Clar Rossello     | pierde ante | Marc Marco Ripoll           | 2ª ronda         |
| 8. | Guillermo Olaso         | pierde ante | Inigo Cervantes Huegun      | 2ª ronda         |

### Cabezas de serie (dobles)
| 1. | Jordi Marse Vidri Hector Ruiz Cadenas        | pierden ante | Agustín Boje Ordonez Pablo Martin Adalia     | Semifinal        |
| 2. | Pedro Clar Rossello Ignacio Coll Riudavets   | pierden ante | Paris Gemouchidis David Race                 | Cuartos de final |
| 3. | Pablo Santos González Juan Miguel Such Pérez | derrotan a   | Agustín Boje Ordonez Pablo Martin Adalia     | Ganadores        |
| 4. | Agustín Boje Ordonez Pablo Martin Adalia     | pierden ante | Pablo Santos González Juan Miguel Such Pérez | Final            |